# Sujata Koirala
Sujata Koirala (ur. 9 lutego 1954 w Biratnagarze) – nepalska polityk.
Córka czterokrotnego premiera Giriji Prasad Koirali. Urodziła się w Biratnagarze. Wchodzi w skład KC Kongresu Nepalskiego, stoi także na czele partyjnego wydziału spraw zagranicznych. W latach 2007–2008 pełniła funkcję rzeczniczki swojego ugrupowania. W wyborach do Zgromadzenia Konstytucyjnego bez powodzenia ubiegała się o mandat. Była ministrem bez teki w ostatnim gabinecie ojca. 4 czerwca 2009 została mianowana ministrem spraw zagranicznych w rządzie M. K. Nepala. 12 października 2009 objęła dodatkowo stanowisko wicepremiera.